# Damasonium californicum
Damasonium californicum är en svaltingväxtart som beskrevs av John Torrey. Damasonium californicum ingår i släktet Damasonium och familjen svaltingväxter. Inga underarter finns listade.